# Mahamadi Sawadogo
Mahamadi Sawadogo (né le 20 mai 1976) est un coureur cycliste burkinabé.

## Palmarès
- 2000
  - 9e étape du Tour du Faso
- 2002
  -  Champion du Burkina Faso sur route
- 2005
  - 9e étape du Tour du Faso

## Classements mondiaux
| Année           | 2005 |
| --------------- | ---- |
| UCI Africa Tour | 51e  |